# رفيق حلبي
رفيق حلبي هو صحفي وُلد في 12 أكتوبر، تشرين الأول عام 1946. وهو رئيس المجلس المحلي الحالي لمجلس دالية الكرمل حيث انتخب عام 2013، ومرة أخرى عام 2018.

## سيرته
وُلد رفيق لعائلة درزية تعيش في دالية الكرمل، أنهى دراسته الابتدائية في البلدة، وفي شبابه أكمل تعليمه في مدرسة ثانوية في حيفا.
انضم في يوليو 1963 إلى معسكر مشترك يضم العرب اليهود والدروز وكان قائدًا له.
أثناء دراسته في الجامعة العبرية، عُشغر عدة مناصب في بلدية القدس، وكان نائب المفوض المسؤول عن القدس الشرقية، وأحد مساعدي لتيدي كوليك، رئيس سابق لبلدية القدس.

## عمله الصحفي
عمل في الصحافة وكتب المقالات لصحيفة «الأنباء». وفي عام 1973، بدأ بنشر المقالات في صحيفة «دافار». انضم إلى التلفاز الإسرائيلي وعمل مراسلًا للبرنامج الإخباري مابات (نظرة) لشؤون مناطق الضفة الغربية المحتلة. كتب العديد من المقالات والتقارير حول الدروز في فلسطين، حول ظاهرة تشغيل الأطفال في رفح، وضع العمال العرب في تل أبيب، لجنة الإرشاد الوطنية في الأراضي المحتلة. رافق في تغطياته الإخبارية لمدة سبع سنوات استلام منظمة التحرير الفلسطينية لأراضي الضفة الغربية وغزة.
كان رفيق مراسلا في الصحافة العربية المحلية، وكان حجر الزاوية في الصوت الإسرائيلي باللغة العربية. في عام 1981 ذهب في اجازه مجانية وكان أحد مؤسسي مجله"headline" الأسبوعية.
في عام 1985، عمل أستاذا للاتصال والصحافة في جامعة تل أبيب لمدة ثلاث سنوات. وفي سنوات عمله الأخيرة في الجامعة، كان محاضرا في مجال الاتصالات في كليه الإدارة، وأستاذ للإعلام في جامعة حيفا وفي جامعة بار إيلان، ومحاضر في السينما والتلفزيون في كلية سابير.

## عمله في السلطات المحلية
في عام 2013 ترشح رفيق حلبي لمنصب رئيس بلدية دالية الكرمل في انتخابات السلطات المحلية. وفي 22 أكتوبر 2013 فاز في الانتخابات بنسبة 57.1٪ من الناخبين.
وبعد خمسة أعوام من فوزه، ترشح مرة أخرى لمنصب رئيس البلدية، وانتخب للمرة الثانية وفاز بنسبة 57.5٪ من الأصوات.

## مساهماته
عمِل رفيق لسنوات عديدة في مشاريع تعمل من أجل الديمقراطية ومكافحة العنصرية وتحقيق المساواة في المجتمع. عقد مئات المبادرات الشبابية والتربوية والعامة في بيت الكرمة في حيفا، وفي السينماتك في القدس. كان له دور بارز في تغطية القضايا الاجتماعية وتمثيل الأقليات في وسائل الاعلام.

## جوائزه
حصل رفيق على جوائز عديده منها تقديرًا لإنجازاته الصحفية والاجتماعية.
●      جائزه منظمه الصحافة الدولية، مارس 2007.
●      جائزة سوكولوف للصحافة الإلكترونية.
●      جائزة لجنة الأديان، التي حصل عليها تقديرا لنشاط الأخوة بين الأديان في إسرائيل.
●      جائزة التسامح في المجتمع.
●      جائزه حصل عليها من مؤسسة Marcus-Ziv للتعايش بين الشعبين.